# ليو كروز
ليو كروز (بالإنجليزية: Leo Cruz)‏ (17 يناير 1953 بسانتياغو دي لوس كاباليروس في جمهورية الدومينيكان - ) هو ملاكم دومينيكي.

## إحصائيات
خاض خلال مسيرته 51 نزالا، فاز في 41 وتعادل في 2 وخسر في 8. فاز بالضربة القاضية في 18 نزالا.

## روابط خارجية
- ليو كروز على موقع بوكس ريك (الإنجليزية) (registration required)